# Найт, Стивен
Стивен Найт (англ. Steven Knight; род. 1959, Бирмингем, Англия) — британский кинематографист. Автор сценария фильмов «Острые козырьки», «Пряности и страсти», «Замкнутая цепь», «Грязные прелести», «Порок на экспорт»; сценарист и режиссёр картин «Лок», «Эффект колибри». Участвовал в разработке популярной телеигры Who Wants to Be a Millionaire?, писал сценарии для ряда телепроектов «Би-би-си» (таких как шоу "Commercial Breakdown", ситком «Детективы»).
В декабре 2019 года награжден Орденом Британской Империи.

## Телепроекты
Подъём творческой карьеры Стивена Найта начался в 1990-е годы, когда он стал одним из создателей британской и бразильской версий телеигры «Кто хочет стать миллионером?».
Найт трудился над сценариями телевизионных шоу популярных комиков Фрэнки Хауэрда ("Frankie’s On…"), Джимми Карра ("Commercial Breakdown") и Джаспера Кэрротта ("Canned Carrott"), писал для юмористической передачи Терри Вогана ("Auntie’s Big Bloomers").
Он принимал участие в работе над ситкомами «Театр комедии» ("Comedy Playhouse", 1993), «Детективы» ("The Detectives", 1993—1997), создал комедийный сериал «Всё обо мне» ("All About Me", 2002—2004).
Стивен — автор и продюсер криминального сериала «Острые козырьки» ("Peaky blinders", 2013).

## Сценарист
Стивен Найт наиболее известен как сценарист кинолент «Грязные прелести» и «Порок на экспорт» . Работа над картиной «Грязные прелести» принесла ему Премию Эдгара По за лучший киносценарий (2004) и награду «Лондонского кружка кинокритиков» в номинации «Британский сценарист года» (2002). Этот сценарий был также номинирован на премии «Оскар» (2004) и BAFTA (2002).
Найт написал сценарий для фильма «Замкнутая цепь» (2013), снятого ирландским режиссёром Джоном Краули (с Эриком Бана и Ребеккой Холл в главных ролях).
Является автором сюжета и сценаристом сериала «Острые козырьки»
Среди работ Стивена Найта имеется и проект киносценария по мотивам романа Д. Лихэйна «Остров проклятых», однако сценаристом одноимённого фильма М. Скорсезе стала Л. Калогридис.
В 2014 году появились две картины, в которых Стивен Найт выступал в качестве автора сценария. Первая из них — «Пряности и страсти» Л. Халльстрёма с Хелен Миррен в роли хозяйки дорогого ресторана. Вторая — «Жертвуя пешкой» Э. Цвика — о чемпионе мира по шахматам Бобби Фишере (знаменитого шахматиста сыграл Тоби Магуайр)
В декабре 2014 года на большие экраны вышел фильм Сергея Бодрова-старшего в жанре фэнтези «Седьмой сын» (по роману Дж. Дилейни «Ученик ведьмака»; с Джеффом Бриджесом, Джулианной Мур, Беном Барнсом и другими актёрами), над сценарием которого работал С. Найт.
В 2021 году Найт написал сценарий для драмеди «Локдаун», о паре, пытающейся ограбить ювелирный магазин во время пандемии COVID-19. Найт также написал сценарий для фильма «Спенсер», в котором Кристен Стюарт сыграла роль Дианы, принцессы Уэльской. 
В августе 2025 года стало известно о назначении Найта сценаристом нового фильма о Джеймсе Бонде. Ранее компания Amazon объявила, что режиссёром картины станет Дени Вильнёв. Именно после его встречи со сценаристом было принято окончательное решение о выборе автора сценария.

## Режиссёр
Стивен Найт был режиссёром двух фильмов, для которых он написал сценарии. Это «Эффект колибри» (2013) с Джейсоном Стейтемом в главной роли, а также снятый по новым канонам «Лок» (2014) — фильм одного актёра (Том Харди), герой которого на протяжении всего действия ведёт автомобиль с hands-free устройством, разговаривая по телефону (сценарий фильма «Лок» был признан лучшим и удостоился Премии британского независимого кино-2013).

## Фильмография
| Год       |   | Русское название                    | Оригинальное название        | Роль                    |
| --------- | - | ----------------------------------- | ---------------------------- | ----------------------- |
| 1993—1997 | с | Детективы                           | The Detectives               | рёжиссёр, сценарист     |
| 2002      | ф | Грязные прелести                    | Dirty Pretty Things          | сценарист               |
| 2006      | ф | Удивительная лёгкость               | Amazing Grace                | сценарист               |
| 2007      | ф | Порок на экспорт                    | Eastern Promises             | сценарист               |
| 2012      | ф | Утраченный символ                   | The Lost Symbol              | сценарист               |
| 2013      | ф | Эффект колибри                      | Hummingbird                  | режиссёр, сценарист     |
| 2013      | ф | Замкнутая цепь                      | Closed Circuit               | сценарист               |
| 2013—2022 | с | Острые козырьки                     | Peaky Blinders               | автор сюжета, сценарист |
| 2014      | ф | Лок                                 | Locke                        | режиссёр, сценарист     |
| 2014      | ф | Пряности и страсти                  | The Hundred-Foot Journey     | сценарист               |
| 2015      | ф | Жертвуя пешкой                      | Pawn Sacrifice               | сценарист               |
| 2015      | ф | Седьмой сын                         | Seventh Son                  | сценарист               |
| 2016      | ф | Союзники                            | Allied                       | сценарист               |
| 2017      | ф | Женщина идёт впереди                | Woman Walks Ahead            | сценарист               |
| 2017      | с | Табу                                | Taboo                        | сценарист               |
| 2018      | ф | Море соблазна                       | Serenity                     | режиссёр, сценарист     |
| 2018      | ф | Девушка, которая застряла в паутине | The Girl in the Spider's Web | сценарист               |
| 2021      | ф | Локдаун                             | Locked Down                  | сценарист               |